# Wilhelm Krause
Wilhelm Krause (Hannover, Alemania, 12 de julio de 1833 - Charlottenburg, 4 de febrero de 1910)  era el hijo del eminente anatomista Karl Theodor Friedrich Krause (1797-1868). Recibió su educación médica en Gotinga, Berlín, Viena y Zúrich. Obtuvo su doctorado en 1854, y en 1860 llegó a Gotinga como profesor extraordinario. En 1892 fue llamado a Berlín como jefe del laboratorio del instituto anatómico. Ha publicado más de 100 obras menores en las revistas médicas.
Krause distingue los Corpúsculos de Krause, que encuentran en la conjuntiva del ojo (de forma esferoidal en el humano, pero cilíndrica en la mayoría de otros animales), en la membrana mucosa de los labios y la lengua, y en el epineuro de los nervios 
Este estudio se realizó con cortes histologicos usando como fijador , sólo soluciones diluidas de ácido acético, alcalinos o junto con el uso ocasional de azul de Berlín.

## Algunas publicaciones
- Die terminalen Körperchen der einfach sensiblen Nerven. Hannover, (tratado sobre les corpúsculos de Krause), 1860
- Anatomische Untersuchungen, 1861.
- Die Trichinenkrankheit und ihre Verhütung
- Uber die Nervenendigung in der Geschlectsorganen, 1866.
- Ueber die Allantois des Menschen, 1875
- Handbuch der menschlichen Anatomie. (tercera edición de la obra de su padre) tres tomos; Hannover, 1876, 1879, 1880.
- Die Anatomie des Kaninchens, publisher: Leipzig: Engelmann, 1884.

## Epónimos
- Corpúsculos de Krause

- Datos: Q84488